# Acuario de Gdynia
El Acuario de Gdynia se encuentra ubicado en la calle Juan Pablo II 1, en Gdynia, Polonia.
Al final del muelle, uno puede encontrar este acuario con varios pisos, y también una lugar panorámico para observar la zona.
Su director es Artur Krzyżak. El funciona desde el 21 de junio de 1971.
En las exposiciones del museo Acuario de Gdynia se presentan en la oceanografía, la hidrobiología y los acuarios con flora y fauna del mar y agua dulce. La composición de todo el Acuario de Gdynia: 215 especies, incluyendo 142 especies de peces, 3 especies de anfibios, 12 especies de reptiles, 58 especies de invertebrados, incluyendo 61 familias (la familia de subgrupos diferentes), los reptiles de 48 años, hembras de 3-1-9-invertebrados, anfibios.